# АКСМ-Е321
Е321 (бел. Е321) — белорусский электробус производства ОАО «Белкоммунмаш» (Минск). Эксплуатируется в Минске, Сочи, Краснодаре, Шклове, Красноярске и Гродно. Планируется эксплуатация в Нижнем Новгороде и Санкт-Петербурге.

## Общие сведения
Электробус был разработан на базе кузова и некоторых агрегатов массового троллейбуса АКСМ-321, что удешевило стоимость и упростило сборку новой модели. Помимо суперконденсаторов, иного пантографа, электробус отличается от троллейбуса улучшенной системой обогрева салона. Полная снаряжённая масса электробуса — 12,3 т; максимальная масса — 18 т. Электробус рассчитан на перевозку 83 пассажиров с 26 сидячими местами и одним местом для инвалида-колясочника. Запас хода — 30 км, время зарядки — 5-8 минут. Срок службы суперконденсаторов, использованных для электробуса, составляет 90 тысяч циклов зарядки-разрядки.
Обкатка электробуса началась в январе 2019 года.
В обновлённом дизайне и в новом светло-зеленом цвете электробус был представлен осенью 2019 года в рамках выставки на Форуме регионов Белоруссии и Украины. Рестайлинговая версия получила название «Ольгерд». Разработка нового дизайна началась в 2017-2018 годах: завод Белкоммунмаш попытался выиграть тендер на поставку электробусов в Москву. Хотя завод не смог выиграть тендер, от разработки рестайлинга завод отказываться не стал.

## Эксплуатация

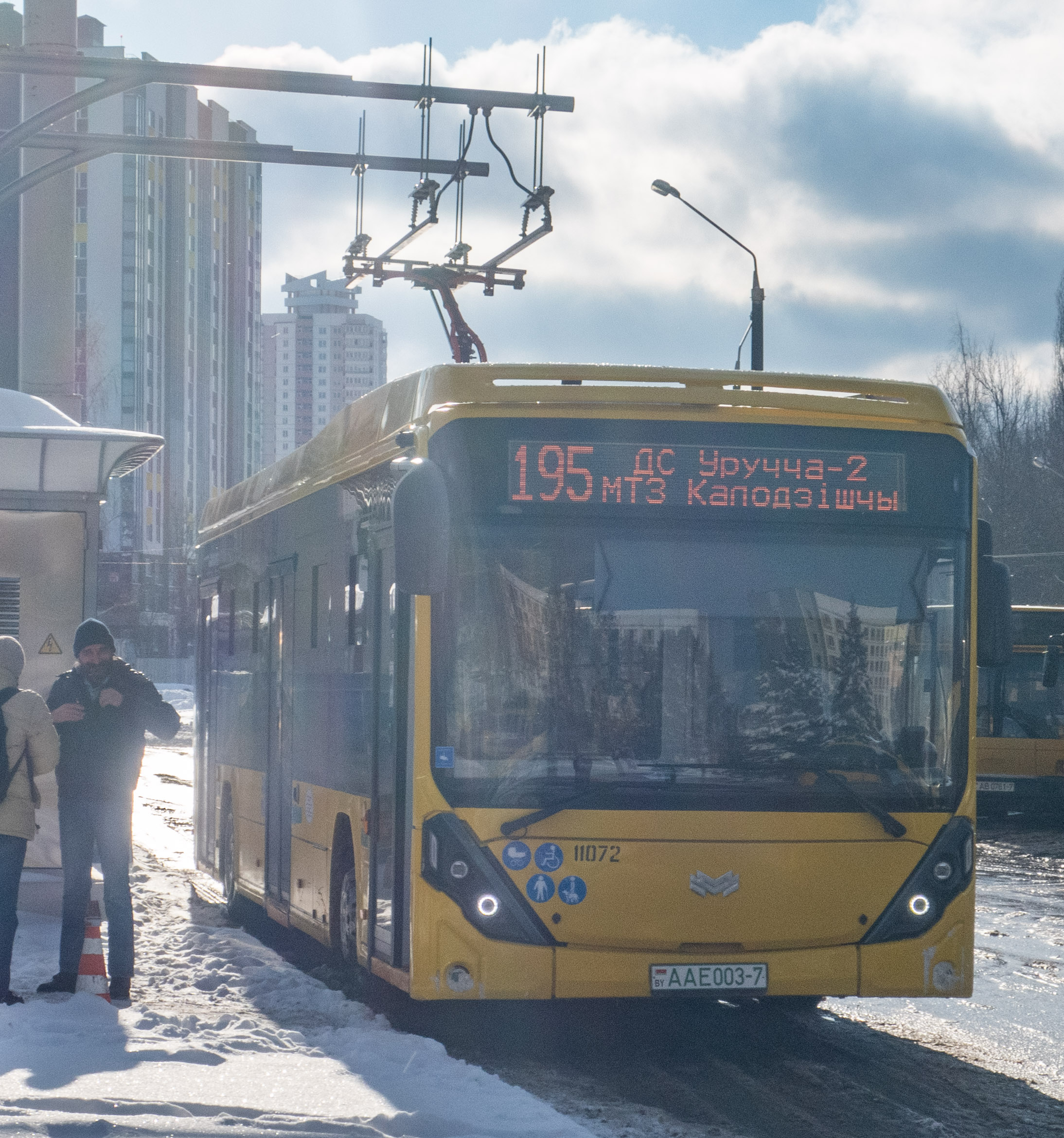
Электробус Е321 серии «Ольгерд» по 195 маршруту в Минске на подзарядке

Электробусы Е321 эксплуатируются в Минске с 2019 года. Город заказал 32 машины этой модели для троллейбусных парков.
- Минск ( Беларусь) — 32 эксплуатируется.
- Шклов ( Беларусь) -— 15 эксплуатируется
- Гянджа ( Азербайджан) — 4 заказано[6].
- Сочи ( Россия) — 1 эксплуатируется.
- Гродно ( Белоруссия) — 1 уже на линии.
- Красноярск ( Россия) — 8 на линии
- Нижний Новгород ( Россия) — 62 электробуса[8], первый экземпляр уже представлен[9]. Будут собирать в Ворсме. Впрочем, машины для Нижнего Новгорода будут иметь ряд отличий:
  1. Они будут иметь другой индекс (Е450 «МиНиН»)[10].
  2. Новые машины будут отличаться передней и задней масками[11].
  3. Будут отличаться фары и фонари[11].
- Краснодар ( Россия) — 7 заказано, 6 эксплуатируется.[12]
- Екатеринбург ( Россия) — 49 эксплуатируется[13].